# 昴 (谷村新司の曲)
『昴 -すばる-』は、1980年4月1日に発売された谷村新司のシングルである。「昴」というのは「プレアデス星団」の和名でもある。

## 概要
谷村新司の代表曲の一つであり、ソロ歌手としては自身最高となる60万枚の大ヒット曲となった。
谷村新司は、アリス時代から所属した東芝EMIからポリスターに移籍したため、本楽曲が移籍後初シングルである。
谷村はアリスの人気が絶頂だった頃の1980年に、グループと並立して始めたソロ活動の一環として制作した。自著『谷村新司の不思議すぎる話』（2014年1月30日刊、マガジンハウス）によると、この歌詞は引っ越しのため、引っ越し会社の社員と一緒に荷作りをしていた谷村が床に寝そべりながらダンボール箱に思い付いたことを書いて出来たものだそうである。ニッカウヰスキー「スーパーニッカ」のCMソングとして使用された。
元々、谷村が映画『天平の甍』の宣伝・PRに協力することと引き換えに制作された楽曲であり、実際に映画で使用する予定もあったが、楽曲の完成が大幅に遅れ、やむを得ず上映協力者に参加していたニッカウヰスキーのCMソングに起用されることになった。
オリコンでは4月14日付チャートで16位で初登場。その後、14位→14位→9位→7位→4位→3位→3位→3位→3位と上昇し、6月23日付と30日付チャートで最高位の2位を獲得。1位を阻んだのは当時10週連続1位を獲得したもんた&ブラザーズの『ダンシング・オールナイト』だった。
1985年以後、高等学校の音楽教科書にも何度か掲載されている。
谷村は発表から7年経った1987年に本曲を引っさげて『第38回NHK紅白歌合戦』に出場、紅白初出場を果たす。アリスとしてNHKの番組オーディションに応募したが落選した経験があることから、紅白出場を辞退し続けてきたが、視聴率が下降傾向であった紅白の切り札として当時ニューミュージック界の先端として活躍していた谷村に白羽の矢が立った。なお、初出場ではあるが、トリから2番目の位置で歌唱した。以後紅白の常連となっていた。また、「昴」は紅白で5回も披露されている（1991年・第42回は白組トリおよび大トリで歌唱）。2005年の『第56回NHK紅白歌合戦』の出場者選考アンケート「スキウタ」にもランクインした。
「昴」は日本以外のアジア圏でも「北国の春」と並んで著名な日本の楽曲である。

## 楽曲および盗作疑惑
歌詞は谷村自身の手によるものであり、最初にできたのは、結びの「さらば昴よ」というフレーズであった。自作の歌詞であるにもかかわらず、「何故、昴に別れを告げているのか」という疑問が谷村自身にも解けなかったが、作詞から20年以上経ってから「物を中心に据えた価値観に別れを告げるという意味だった」と納得したそうである。
この「昴」は突然谷村の脳内に降って湧いた楽曲であり、その後しばらくは「プレアデス星団」の宇宙人と交信をしていたという。
なおこの歌詞は、石川啄木の歌集『悲しき玩具』の冒頭の二首とよく似ているとの指摘がある。これに対して谷村は「大学時代に石川啄木を読みました。読んだと言うより食べました。そしてその時食べた糧が、曲や詩となって出てくるのです。それが私の心の中の啄木です。」と述べている。
曲についても『加藤隼戦闘隊軍歌』に酷似しており、盗作ではないかと指摘された。

## 収録曲
（全曲 作詞・作曲：谷村新司 / 編曲：服部克久）
1. 昴 -すばる-
2. What love is

## その他
谷村本人によるリメイク版も存在する（1991年録音、編曲：佐孝康夫。同年発売のアルバム『Best Request』に収録された。シングル化もされており、1992年7月25日発売のシングル「昴/ダンディズム」に収録）。
様々な歌手にカバーされており、美空ひばりも歌唱していた（1984年9月発売のアルバム『水仙の詩〜美空ひばりポップスを唄う』、2008年12月発売のアルバム『エンカのチカラ -SONG IS LOVE 80's&90's-』に収録）。
1980年代からアリスとしての中国公演でも多く披露していることもあり、中国でも多くの人に知られ、2010年の上海万博では開幕式に本人の歌唱で披露された。
タイでも著名な楽曲であり、同国では本曲と同名の「スバル」という音楽グループがデビューした。同グループは「昴」を含む日本の楽曲をカバーしている。
1987年、韓国のソウル88（パルパル）体育館（서울 88체육관）で開催された第4回PAX MUSICAにて、チョー・ヨンピルのバックバンドが「昴」のメロディを演奏した。第二次世界大戦後の韓国で、日本人の作曲した楽曲が公に演奏されたのはこれが初のことであった。
カンボジアのシハヌーク殿下の愛唱歌でもあり、シハヌークが1988年8月にテレビ東京系「わが心の歌」に出演した際に「昴」を歌っている。
2014年3月17日にベトナム社会主義共和国主席・チュオン・タン・サン夫妻が招かれて豊明殿にて行われた宮中晩さん会において、宮内庁楽部が「昴」のメロディを演奏した。